# 히메노 유야
히메노 유야(일본어: 姫野 宥弥, 1996년 9월 27일 ~ )는 일본의 축구 선수이다.

## 구단 경력
그는 2015년부터 2023년까지 J리그의 오이타 트리니타, 더스파구사쓰 군마, 후지에다 MYFC, 카탈레 도야마, 반라우레 하치노헤에서 활동하였다.